# Unicorn; a Place for Stars
Unicorn; a Place for Stars (pot. „pomnik jednorożca”) – rzeźba przedstawiająca jednorożca, znajdująca się na rogu alei Mickiewicza i ulicy Piotrkowskiej w Łodzi, nieopodal Dworca Tramwajowego Centrum (tzw. „stajni jednorożców”) i SDH Central. W tymże miejscu ulica Piotrkowska zmienia przeznaczenie z reprezentacyjnego pasażu na śródmiejską arterię z komunikacją tramwajową. 

## Wygląd
Rzeźba jest wykonana ze stali nierdzewnej. Ma 4 metry długości, pół metra szerokości i wysokość 2,3 metra. Jest umieszczona na cokole o wysokości 1,2 metra, z czarnym nadbudowaniem. Monument przedstawia postać mitycznego jednorożca, tematycznie nawiązując do stojącego obok dworca tramwajowego. Postać zwierzęcia sprawia wrażenie rozpływającej się w powietrzu, gdyż od klatki piersiowej jednorożec ulega stopniowej dezintegracji, nie posiadając zadu ani tylnych nóg. Róg jednorożca jest długi, prosty, szpiczasty, o spiralnej fakturze. Zdaniem autora, rzeźba miała na celu pobudzić wyobraźnię odbiorcy.

## Historia powstania
Rok po powstaniu Dworca Tramwajowego Centrum i nadaniu mu przez społeczność nazwy Stajnia Jednorożców, do łódzkiego budżetu obywatelskiego, z inicjatywy Pawła Bąka, wpłynęła inicjatywa stworzenia pomnika jednorożca. Początkowo monument miał być interaktywny i przestawiać rodzinę tego mitycznego zwierzęcia. Pomysł spotkał się z uznaniem łodzian, uzyskując 3774 głosy poparcia. W 2017 roku inicjatywę oddano artystom, rozpisując konkurs na stworzenie rzeźby z gatunku awangardowej. Po zaprezentowaniu pięciu prac napotkano na opór lokalnej społeczności, na co zareagowała prezydent miasta, Hanna Zdanowska, a pomysł anulowano.
W 2018 roku zdecydowano o zamówieniu pomnika u japońskiego artysty, Tomohira Inaby. Wykonana przez niego prawie trzymetrowa rzeźba została pod koniec tego roku przetransportowana drogą morską z Japonii do Polski, a pomnik uroczyście odsłonięto 7 czerwca 2019 roku o godzinie 18:00. Towarzyszyła temu uroczystość, podczas której rozdawano koszulki z wizerunkiem jednorożca autorstwa lokalnego artysty, Daniela „Goudy” Tworskiego.
Całość kosztowała 400 tysięcy PLN i została sfinansowana z łódzkiego budżetu obywatelskiego. Docelowo pomnik miał zostać przeniesiony na północno-zachodni róg skrzyżowania, pod kompleks Hi Piotrkowska, niemniej zrezygnowano z tej koncepcji po głosowaniu mieszkańców na platformie Vox Populi, w której w większości optowali oni za pozostawieniem jednorożca w dotychczasowym miejscu.